# Maceo Parker

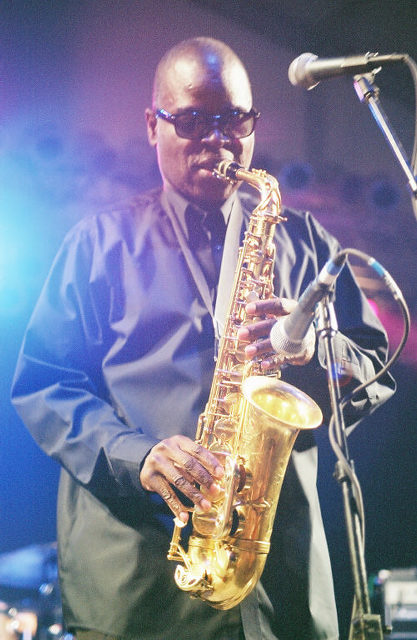
Maceo Parker 2002

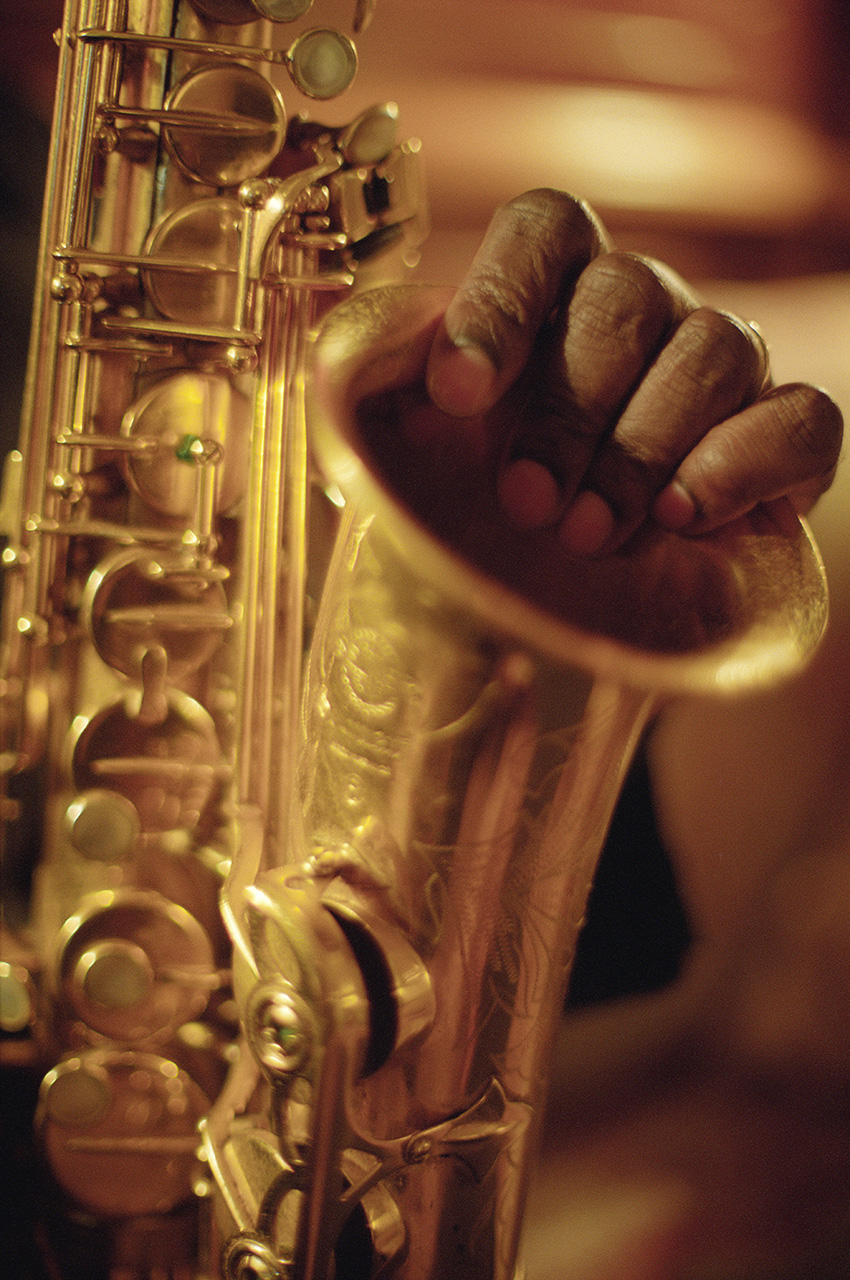
Hamburg/Germany 2000

Maceo Parker, född 14 februari 1943 i Kinston, North Carolina, är en amerikansk funk- och soulspelande saxofonist. Han har spelat tillsammans med bland andra James Brown och George Clinton. På många av James Browns inspelningar hörs Brown ropa "Maceo", vilket bl.a. fungerade som ett tecken (eller "cue") till altsaxofonisten inför hans solopartier. Parker arbetar även - inte minst under senare decennier - som soloartist och agerar frontfigur och bandledare för egna grupper. Hans storhetstid var under 1970-talet men han turnerar fortfarande framgångsrikt runt i världen. Sedan slutet av 1990-talet har han spelat med Prince, både live och i studio

## Diskografi

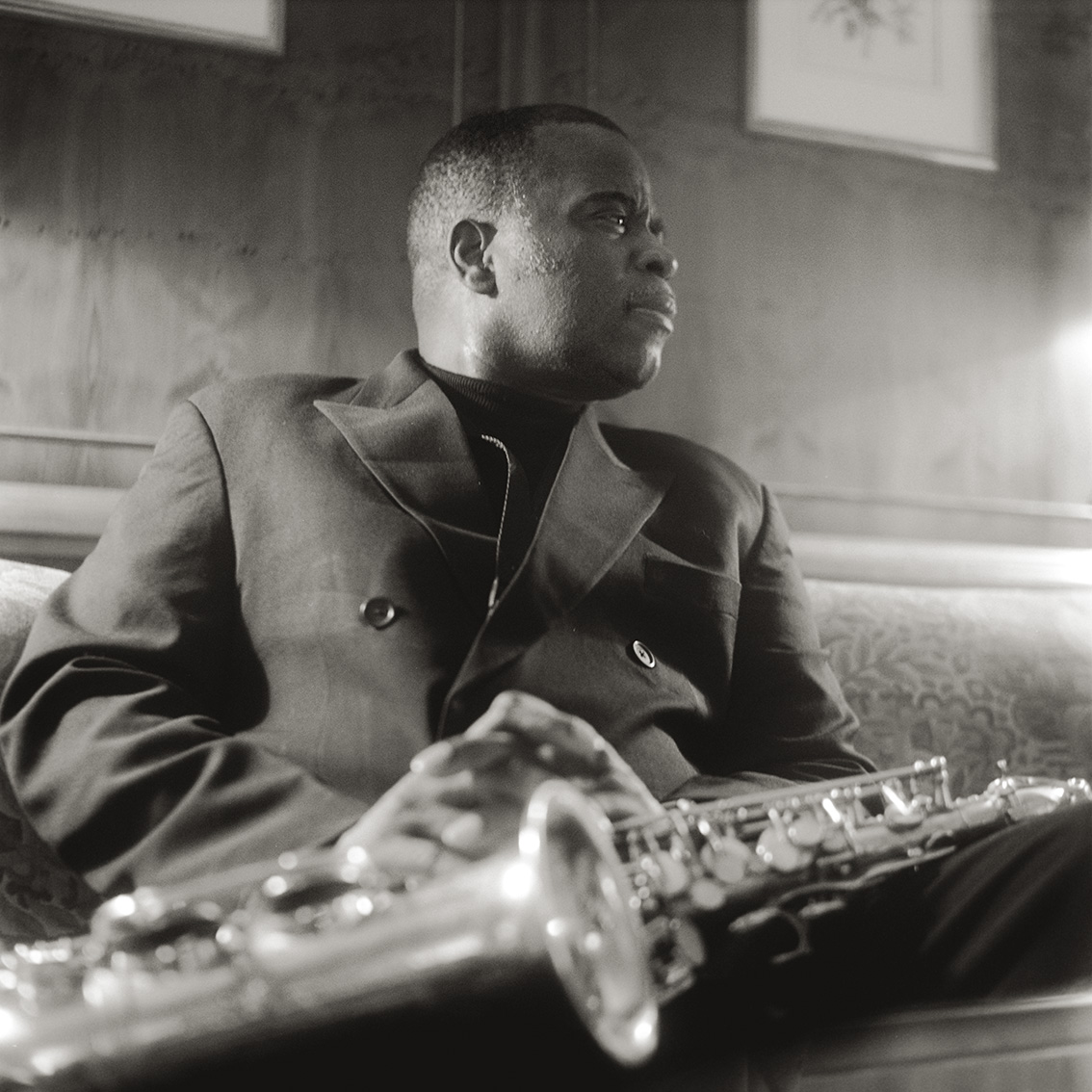
Hamburg/Germany 2000

- 1970 – Doin' Their Own Thing
- 1974 – Us
- 1975 – Funky Music Machine
- 1989 – For All the King's Men
- 1990 – Roots Revisited
- 1991 – Mo' Roots

- 1993 – Southern Exposure
- 1994 – Maceo - Soundtrack
- 1998 – Funk Overload
- 2000 – Dial M-A-C-E-O
- 2003 – Made by Maceo
- 2004 – My First Name Is Maceo
- 2005 – School's In!
- 2007 – Roots and Grooves
- 2012 – Soul Classics